# Passionworks
Passionworks è il settimo album discografico in studio del gruppo musicale rock statunitense Heart, pubblicato nel 1983.

## Tracce
1. How Can I Refuse – 3:52
2. Blue Guitar – 3:54
3. Johnny Moon – 4:00
4. Sleep Alone – 4:12
5. Together Now – 3:50
6. Allies – 4:44
7. (Beat By) Jealousy – 3:18
8. Heavy Heart – 3:50
9. Love Mistake – 3:28
10. Language of Love – 3:38
11. Ambush – 3:14

## Formazione
- Ann Wilson - voce, cori, chitarra
- Nancy Wilson - voce, cori, chitarra,
- Howard Leese - chitarra, tastiera
- Denny Carmassi - batteria
- Mark Andes - basso, cori

## Collaboratori
- Lynn Wilson, voce
- David Paich, tastiere
- Steve Porcaro, tastiere